# Copa do Nordeste 2024
La Copa do Nordeste 2024 fue la vigésima primera (21.º) edición del torneo que reúne equipos de la región nordeste del país. El torneo fue organizado por la Liga do Nordeste, en colaboración con la CBF.
El campeón entrará directamente a la tercera fase de la Copa de Brasil 2025.

## Equipos participantes
La Copa do Nordeste se subdivide en dos torneos, según el reglamento oficial de la CBF, a saber: un torneo eliminatorio preliminar, denominado Pre-Copa do Nordeste, con 2 fases; y la propia Copa do Nordeste, que se juega en cuatro fases, a saber: fase de grupos, cuartos de final, semifinal y final.

### Ronda preliminar
Hay 2 criterios de clasificación para la Pré-copa del Noreste
- Criterio 1 (9 plazas): equipo mejor posicionado en el Ranking CBF 2023 de cada uno de los estados del nordeste, excluidos los clasificados para la fase de grupos o que no compitieron en la primera división estatal en 2023.
- Criterio 2 (7 plazas): equipo mejor clasificado en cada uno de los campeonatos estatales de 2023 de las 7 mejores federaciones del nordeste en el Ranking CBF 2023 (todas excepto Sergipe y Piauí), excluidos los clasificados para la fase de grupos o por el criterio 1.

Los ganadores de cada uno de los cuatro partidos de la segunda fase se clasificaron para la fase de grupos.
| Estado               | Equipo              | Ciudad             | Criterio de clasificación | Ranking CBF | Estadio             | Capacidad |
| -------------------- | ------------------- | ------------------ | ------------------------- | ----------- | ------------------- | --------- |
| Alagoas              | CSA                 | Maceió             | Criterio 1                | 28º         | Rei Pelé            | 17 126    |
| Alagoas              | ASA                 | Arapiraca          | Criterio 2                | 87º         | Fumeirão            | 15 000    |
| Bahía                | Juazeirense         | Juazeiro           | Criterio 1                | 57º         | Adautão             | 8000      |
| Bahía                | Jacuipense          | Riachão do Jacuípe | Criterio 2                | 67º         | Valfredão           | 5000      |
| Ceará                | Ferroviário         | Fortaleza          | Criterio 1                | 54.º        | Arena Castelão      | 63 903    |
| Ceará                | Iguatu              | Iguatu             | Criterio 2                | —           | Morenão             | 3600      |
| Maranhão             | Sampaio Corrêa      | São Luís           | Criterio 1                | 32º         | Castelão            | 40 149    |
| Maranhão             | Moto Club           | São Luís           | Criterio 2                | 66º         | Castelão            | 40 149    |
| Paraíba              | Botafogo-PB         | João Pessoa        | Criterio 1                | 56º         | Almeidão            | 25 770    |
| Paraíba              | Sousa               | Sousa              | Criterio 2                | 107º        | Marizão             | 5400      |
| Pernambuco           | Santa Cruz          | Recife             | Criterio 1                | 59º         | Arruda              | 60 044    |
| Pernambuco           | Retrô               | Camaragibe         | Criterio 2                | 98º         | Arena de Pernambuco | 45 010    |
| Piauí                | Altos               | Altos              | Criterio 1                | 58º         | Albertão            | 52 216    |
| Río Grande del Norte | ABC                 | Natal              | Criterio 1                | 44.º        | Frasqueirão         | 15 640    |
| Río Grande del Norte | Potiguar de Mossoró | Mossoró            | Criterio 2                | 187º        | Nogueirão           | 5000      |
| Sergipe              | Confiança           | Aracaju            | Criterio 1                | 47.º        | Batistão            | 15 575    |

### Fase de grupos
Hay 2 criterios para la clasificación directa a la fase de grupos de la Copa do Nordeste:
- Criterio 1 (9 plazas): equipo campeón en cada uno de los campeonatos estatales de 2023 en el Nordeste.
- Criterio 2 (3 plazas): equipo mejor posicionado en el Ranking CBF 2023 de cada una de las 3 mejores federaciones nordestinas del Ranking (Ceará, Bahía y Pernambuco), excluidos los clasificados por el criterio 1 o que no hayan competido en la primera división estatal en 2023.

| Estado               | Equipo           | Ciudad         | Criterio de clasificación | Ranking CBF | Estadio           | Capacidad |
| -------------------- | ---------------- | -------------- | ------------------------- | ----------- | ----------------- | --------- |
| Alagoas              | CRB              | Maceió         | Criterio 1                | 27º         | Rei Pelé          | 17 126    |
| Bahía                | Bahía            | Salvador       | Criterio 1                | 15º         | Arena Fonte Nova  | 50 025    |
| Bahía                | Vitória          | Salvador       | Criterio 2                | 29º         | Barradão          | 35 000    |
| Ceará                | Fortaleza        | Fortaleza      | Criterio 1                | 7º          | Arena Castelão    | 63 903    |
| Ceará                | Ceará            | Fortaleza      | Criterio 2                | 14º         | Arena Castelão    | 63 903    |
| Maranhão             | Maranhão         | São Luís       | Criterio 1                | 205°        | Castelão          | 40 149    |
| Paraíba              | Treze            | Campina Grande | Criterio 1                | 79º         | Amigão            | 23 000    |
| Pernambuco           | Sport Recife     | Recife         | Criterio 1                | 26º         | Ilha do Retiro    | 35 000    |
| Pernambuco           | Náutico          | Recife         | Criterio 2                | 37º         | Aflitos           | 20 000    |
| Piauí                | River-PI         | Teresina       | Criterio 1                | 140º        | Albertão          | 52 216    |
| Río Grande del Norte | América de Natal | Natal          | Criterio 1                | 62º         | Arena das Dunas   | 32 000    |
| Sergipe              | Itabaiana        | Itabaiana      | Criterio 1                | 106º        | Etelvino Mendonça | 12 000    |

## Pré-Copa do Nordeste

### Primera ronda
| Fecha      | Local          | Resultado        | Visita              |
| ---------- | -------------- | ---------------- | ------------------- |
| 6 de enero | CSA            | 1:1 (3:4 pen.)   | Iguatu              |
| 6 de enero | ABC            | 1:0              | Sousa               |
| 6 de enero | Confiança      | 1:1 (2:4 pen.)   | Retrô               |
| 6 de enero | Ferroviário    | 1:1 (0:3 pen.)   | ASA                 |
| 7 de enero | Sampaio Corrêa | 2:2 (4:5 pen.)   | Potiguar de Mossoró |
| 7 de enero | Botafogo-PB    | 0:0 (3:1 pen.)   | Jacuipense          |
| 7 de enero | Juazeirense    | 1:1 (4:1 pen.)   | Moto Club           |
| 7 de enero | Altos          | 2:2 (11:10 pen.) | Santa Cruz          |

### Segunda ronda
| Fecha       | Local       | Resultado      | Visita              |
| ----------- | ----------- | -------------- | ------------------- |
| 13 de enero | Juazeirense | 4:0            | Retrô               |
| 13 de enero | ABC         | 1:1 (4:2 pen.) | Iguatu              |
| 14 de enero | Botafogo-PB | 1:1 (4:2 pen.) | Potiguar de Mossoró |
| 14 de enero | Altos       | 2:1            | ASA                 |

## Fase de grupos

### Grupo A
| Pos. | Equipo           | Pts. | PJ | G | E | P | GF | GC | Dif. | Clasificación                 |
| ---- | ---------------- | ---- | -- | - | - | - | -- | -- | ---- | ----------------------------- |
| 1    | Sport Recife     | 17   | 8  | 5 | 2 | 1 | 16 | 8  | +8   | Clasificado a las semifinales |
| 2    | CRB              | 15   | 8  | 4 | 3 | 1 | 12 | 6  | +6   | Clasificado a las semifinales |
| 3    | Botafogo-PB      | 15   | 8  | 4 | 3 | 1 | 9  | 3  | +6   | Clasificado a las semifinales |
| 4    | Ceará            | 15   | 8  | 4 | 3 | 1 | 9  | 6  | +3   | Clasificado a las semifinales |
| 5    | Vitória          | 14   | 8  | 4 | 2 | 2 | 12 | 7  | +5   |                               |
| 6    | Maranhão         | 14   | 8  | 4 | 2 | 2 | 14 | 13 | +1   |                               |
| 7    | América de Natal | 11   | 8  | 3 | 2 | 3 | 9  | 11 | −2   |                               |
| 8    | River-PI         | 10   | 8  | 3 | 1 | 4 | 5  | 9  | −4   |                               |

Actualizado a los partidos jugados el 22 de enero de 2024.
 Fuente: CBF

### Grupo B
| Pos. | Equipo      | Pts. | PJ | G | E | P | GF | GC | Dif. | Clasificación                 |
| ---- | ----------- | ---- | -- | - | - | - | -- | -- | ---- | ----------------------------- |
| 1    | Bahía       | 18   | 8  | 6 | 0 | 2 | 11 | 8  | +3   | Clasificado a las semifinales |
| 2    | Fortaleza   | 8    | 8  | 2 | 2 | 4 | 9  | 6  | +3   | Clasificado a las semifinales |
| 3    | Altos       | 8    | 8  | 1 | 5 | 2 | 6  | 8  | −2   | Clasificado a las semifinales |
| 4    | Náutico     | 7    | 8  | 1 | 4 | 3 | 7  | 8  | −1   | Clasificado a las semifinales |
| 5    | ABC         | 7    | 8  | 1 | 4 | 3 | 8  | 12 | −4   |                               |
| 6    | Juazeirense | 6    | 8  | 2 | 0 | 6 | 9  | 13 | −4   |                               |
| 7    | Treze       | 6    | 8  | 1 | 3 | 4 | 5  | 11 | −6   |                               |
| 8    | Itabaiana   | 3    | 8  | 1 | 0 | 7 | 8  | 16 | −8   |                               |

Actualizado a los partidos jugados el 22 de enero de 2024.
 Fuente: CBF

### Fixture
- Los horarios corresponden a la hora local de Brasil (UTC-3).

| Fortaleza   | 2 - 1 | América de Natal | Arena Castelão    | 3 de febrero | 16:00 |
| Náutico     | 0 - 1 | Botafogo-PB      | Dos Aflitos       | 3 de febrero | 16:00 |
| Itabaiana   | 0 - 2 | CRB              | Batistão          | 3 de febrero | 19:00 |
| Treze       | 1 - 0 | Ríver            | Amigão            | 3 de febrero | 19:00 |
| Bahia       | 2 - 1 | Sport Recife     | Fonte Nova        | 4 de febrero | 16:00 |
| Altos       | 0 - 0 | Vitória          | Lindolfo Monteiro | 4 de febrero | 16:00 |
| ABC         | 2 - 2 | Maranhão         | Frasqueirão       | 4 de febrero | 19:00 |
| Juazeirense | 0 - 1 | Ceará            | Adauto Moraes     | 4 de febrero | 19:00 |

| Sport Recife     | 3 - 1 | Treze       | Arena Pernambuco |  |  |
| River            | 1 - 0 | Bahia       |                  |  |  |
| Botafogo-PB      | 1 - 0 | Juazeirense |                  |  |  |
| Maranhão         | 1 - 3 | Náutico     |                  |  |  |
| Vitória          | 3 - 1 | ABC         |                  |  |  |
| Ceará            | 1 - 1 | Altos       |                  |  |  |
| CRB              | 1 - 0 | Fortaleza   |                  |  |  |
| América de Natal | 1 - 2 | Itabaiana   |                  |  |  |

|  |  |  |  |  |  |
|  |  |  |  |  |  |
|  |  |  |  |  |  |
|  |  |  |  |  |  |
|  |  |  |  |  |  |
|  |  |  |  |  |  |
|  |  |  |  |  |  |
|  |  |  |  |  |  |

|  |  |  |  |  |  |
|  |  |  |  |  |  |
|  |  |  |  |  |  |
|  |  |  |  |  |  |
|  |  |  |  |  |  |
|  |  |  |  |  |  |
|  |  |  |  |  |  |
|  |  |  |  |  |  |

|  |  |  |  |  |  |
|  |  |  |  |  |  |
|  |  |  |  |  |  |
|  |  |  |  |  |  |
|  |  |  |  |  |  |
|  |  |  |  |  |  |
|  |  |  |  |  |  |
|  |  |  |  |  |  |

|  |  |  |  |  |  |
|  |  |  |  |  |  |
|  |  |  |  |  |  |
|  |  |  |  |  |  |
|  |  |  |  |  |  |
|  |  |  |  |  |  |
|  |  |  |  |  |  |
|  |  |  |  |  |  |

|  |  |  |  |  |  |
|  |  |  |  |  |  |
|  |  |  |  |  |  |
|  |  |  |  |  |  |
|  |  |  |  |  |  |
|  |  |  |  |  |  |
|  |  |  |  |  |  |
|  |  |  |  |  |  |

|  |  |  |  |  |  |
|  |  |  |  |  |  |
|  |  |  |  |  |  |
|  |  |  |  |  |  |
|  |  |  |  |  |  |
|  |  |  |  |  |  |
|  |  |  |  |  |  |
|  |  |  |  |  |  |

## Fase final
|  | Cuartos de final | Cuartos de final |              |       | Semifinales | Semifinales |  |  | Final          | Final          | Final          |
|  | 9 a 21 de abril  | 9 a 21 de abril  |              |       | 26 de mayo  | 26 de mayo  |  |  | 5 y 9 de junio | 5 y 9 de junio | 5 y 9 de junio |
|  |                  |                  |              |       |             |             |  |  |                |                |                |
|  |                  |                  |              |       |             |             |  |  |                |                |                |
|  |                  |                  |              |       |             |             |  |  |                |                |                |
|  | Sport Recife     | 2                |              |       |             |             |  |  |                |                |                |
|  | Sport Recife     | 2                |              |       |             |             |  |  |                |                |                |
|  | Ceará            | 1                |              |       |             |             |  |  |                |                |                |
|  | Ceará            | 1                | Sport Recife | 1     |             |             |  |  |                |                |                |
|  |                  |                  | Sport Recife | 1     |             |             |  |  |                |                |                |
|  |                  | Fortaleza        | 4            |       |             |             |  |  |                |                |                |
|  | Fortaleza        | Fortaleza        | 4            | 5     |             |             |  |  |                |                |                |
|  | Fortaleza        |                  |              | 5     |             |             |  |  |                |                |                |
|  | Altos            | 0                |              |       |             |             |  |  |                |                |                |
|  | Altos            | 0                | CRB          | 0     | 2 (4)       |             |  |  |                |                |                |
|  |                  |                  | CRB          | 0     | 2 (4)       |             |  |  |                |                |                |
|  |                  | Fortaleza (p)    | 2            | 0 (5) |             |             |  |  |                |                |                |
|  | Bahia            | Fortaleza (p)    | 2            | 0 (5) | 3           |             |  |  |                |                |                |
|  | Bahia            |                  |              |       |             |             |  |  |                |                |                |
|  | Náutico          | 0                |              |       |             |             |  |  |                |                |                |
|  | Náutico          | 0                | Bahia        | 0 (7) |             |             |  |  |                |                |                |
|  |                  |                  | Bahia        | 0 (7) |             |             |  |  |                |                |                |
|  |                  | CRB (p)          | 0 (8)        |       |             |             |  |  |                |                |                |
|  | CRB (p)          | CRB (p)          | 0 (8)        | 0 (4) |             |             |  |  |                |                |                |
|  | CRB (p)          |                  |              | 0 (4) |             |             |  |  |                |                |                |
|  | Botafogo-PB      | 0 (3)            |              |       |             |             |  |  |                |                |                |
|  | Botafogo-PB      | 0 (3)            |              |       |             |             |  |  |                |                |                |

Nota: El equipo que ocupa la primera línea es el que define la serie como local.
| Campeón 2024 Copa do Nordeste |
| Bandera del estado de Ceará   |
| ----------------------------- |
| Fortaleza (3.º título)        |

## Goleadores
| Goles | Jugador          | Equipo       |
| ----- | ---------------- | ------------ |
| 7     | Moisés           | Fortaleza    |
| 5     | Anselmo Ramon    | CRB          |
| 5     | Gustavo Coutinho | Sport Recife |
| 4     | Erick Pulga      | Ceará        |
| 4     | Thaciano         | Bahia        |
| 4     | Vinícius Barata  | Maranhão     |